# Ctenitopsis
Ctenitopsis es un género de helechos perteneciente a la familia  Dryopteridaceae. Contiene 26 especies descritas y de estas, solo 3 aceptadas.

## Taxonomía
El género fue descrito por Ching ex Tardieu & C.Chr. y publicado en Notulae Systematicae. Herbier du Museum de Paris 7(2): 86. 1938. La especie tipo es: Ctenitopsis sagenioides (Mett.) Ching.	 

## Especies aceptadas
A continuación se brinda un listado de las especies del género Ctenopsis aceptadas hasta noviembre de 2014, ordenadas alfabéticamente. Para cada una se indica el nombre binomial seguido del autor, abreviado según las convenciones y usos.	
- Ctenitopsis acrocarpa Ching
- Ctenitopsis chinensis Ching & Chu H. Wang
- Ctenitopsis setulosa (Baker) Ching